# ジョージ・ダグラス (第16代モートン伯爵)

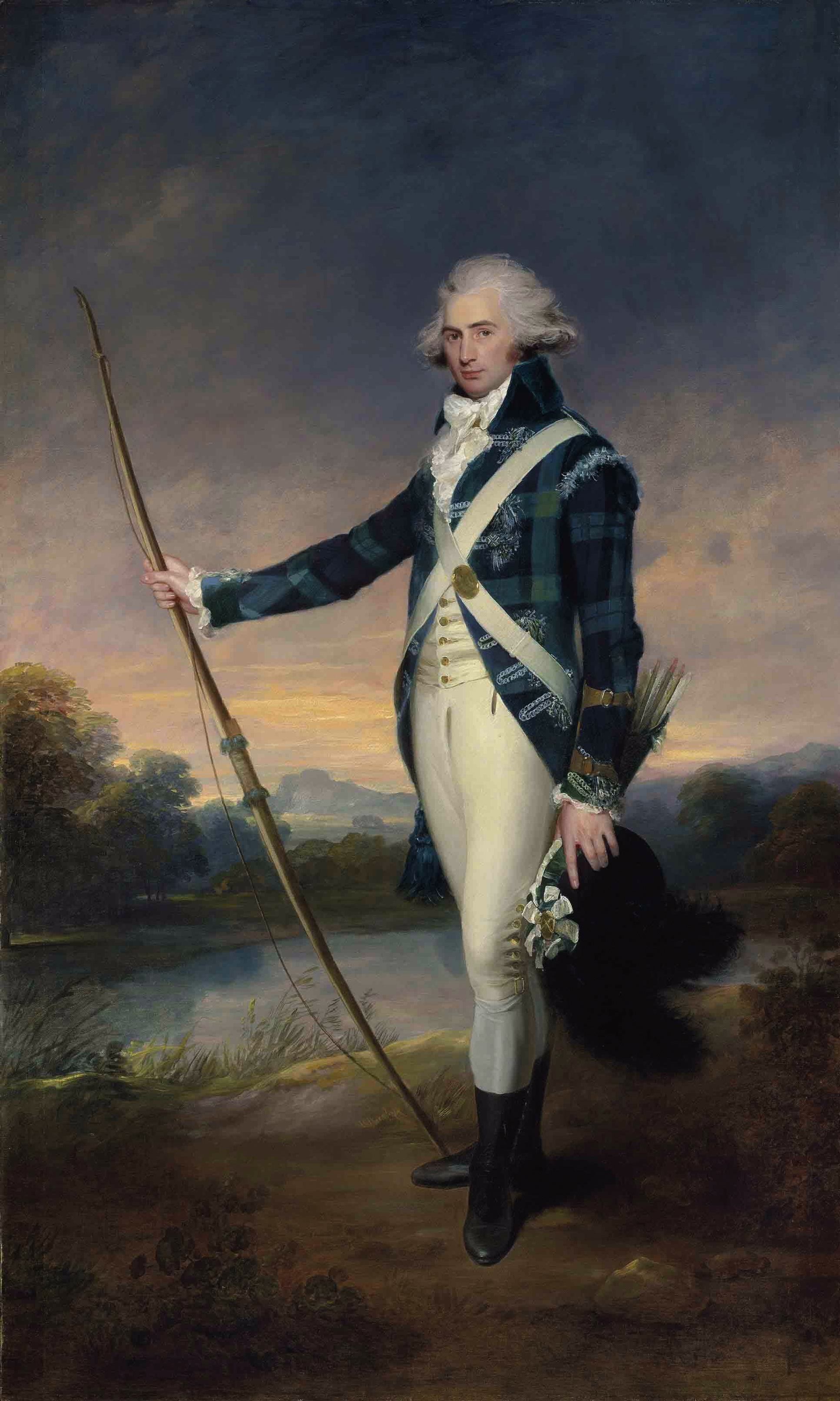
第16代モートン伯爵ジョージ・ダグラスの肖像画(ウィリアム・ビーチー画)

第16代モートン伯爵ジョージ・ダグラス（英語: George Douglas, 16th Earl of Morton、1761年4月3日 - 1827年7月17日）は、イギリス・スコットランドの貴族。

## 経歴
1761年4月3日、スコットランド貴族第15代モートン伯爵ショルト・ダグラスとその妻キャサリン（第6代ハディントン伯爵トマス・ハミルトンの孫娘）の間の長男として生まれる。
1774年9月25日に父が死去し、第16代モートン伯爵の爵位を継承した。1784年から1790年にかけてはスコットランド貴族の貴族代表議員として貴族院に議席を保有した。議員としての所属政党はトーリー党だった。
1790年から1792年にかけてフリーメイソンのスコットランド・グランドロッジのグランドマスターを務めた。
1791年8月11日にはグレートブリテン貴族爵位「ローチリーヴンのダグラス男爵」に叙せられたため、以降自動的に貴族院議員に列するようになる。1792年から1818年にかけてシャーロット王妃の家政長官を務めた。1820年から1824年にかけてはロード・ハイ・コミッショナーを務める。
1827年7月17日に死去。1814年に第2代準男爵サー・フランシス・ブラー＝ヤード＝ブラーの娘スーザンと結婚していたが、子供はなかった。そのためモートン伯爵位は従兄弟の子にあたるジョージ・ダグラスが継承した。ダグラス男爵位の方は継承資格者なく廃絶した。

## 栄典

### 爵位
- 1738年1月4日、第15代モートン伯爵 (16th Earl of Morton)

(1458年創設アイルランド貴族爵位)
- 1791年8月11日、キンロス州におけるローチレーブンの初代ダグラス男爵 (1st Baron Douglas of Lochleven, of Lochleven in the County of Kinross)

(グレートブリテン貴族爵位)

### 勲章
- 1797年、シッスル騎士団(勲章)ナイト[1]